# شو دنيو
تشو دونج يو هو المدير العام الحالى لمنظمة الأغذية و الزراعة التابعة للأمم المتحدة.

## نبذة
ولد «تشو دونج يو»، عام 1963، وشغل منصب نائب وزير الزراعة والشؤون الريفية في الصين، وهو المدير العام التاسع للمنظمة منذ تأسيس المنظمة في 16 أكتوبر 1945.
بدأ العمل في منصبه خلفًا للبرازيلي خوسيه غرازيانو دا سيلفا، في 1 أغسطس 2019 ويستمر حتى 31 يوليو 2023.